# Martin Freeman
Martin John Christopher Freeman (Aldershot, 8 de setembro de 1971) é um ator britânico. É conhecido principalmente pelos seus papéis como  Watson na série de televisão Sherlock da BBC, Bilbo Baggins em The Hobbit, Tim na série The Office e como Arthur Dent, na adaptação para o cinema do livro O Guia do Mochileiro das Galáxias. Freeman também aparece em papéis dramáticos para a televisão, como o seu papel de Lord Shaftesbury na histórica série da BBC Charles II: The Power and The Passion, e também sob a direção de Jon Jones no thriller A Dívida.

## Início da vida
Martin Freeman nasceu em Aldershot, Hampshire, o caçula de cinco irmãos. Seu pai, Geoffrey, um oficial naval, e sua mãe, Filomena se separaram quando ele era uma criança, e aos dez anos de idade, seu pai morreu devido a um ataque cardíaco. Ele estudava na escola Católica Romana e depois foi para a London's Central School of Speech and Drama.
Freeman foi criado como um católico romano. Embora sua família não era rígida em suas práticas religiosas, a sua religião teve uma profunda influência sobre ele. Quando criança, ele era asmático, e teve que passar por uma operação de quadril para o que ele descreveu como uma "perna desonesta".

## Vida pessoal
Freeman vivia em Hertfordshire com sua parceira, a atriz Amanda Abbington, que ele conheceu no set de Channel 4 Men Only em 2000. O casal teve dois filhos juntos: Joe (nascido em 2006) e Grace (nascida em 2008). Eles apareceram em outras produções em conjunto, incluindo Sherlock, Swinging with the Finkels, The Debt, The Robinsons, e The All Together. Eles se divorciaram em dezembro de 2016.
Em uma edição do programa inglês Who Do You Think You Are?, que foi ao ar em 19 de agosto de 2009, ele descobriu que no início da Segunda Guerra Mundial, seu avô, Leonard Freeman, era um médico que foi morto alguns dias antes da evacuação de Dunquerque. O pai de Leonard, Richard, nasceu cego e tinha sido um afinador de piano e organista na igreja de St Andrew, West Tarring e depois, um professor de música em Kingston upon Hull. 
Freeman foi vegetariano de Janeiro de 1986 a abril de 2024 (38 anos), depois passou a comer carne, por considerar os substitutos da carne são muitos processados.
Ele tem lutado com a religião, afirmando que "a minha relação com a minha crença nunca foi tão fácil." Apesar destas lutas, ele disse que sua fé católica permanece intacta.
Em 2011, participou de uma partida beneficente de críquete para arrecadar dinheiro para as vítimas do terremoto de Christchurch. Em 2015 Freeman apareceu em uma transmissão eleição do partido para o Partido Trabalhista, endossando o partido antes das eleições gerais no Reino Unido em maio.

## Filmografia

### Cinema
| Ano  | Título                                | Título em português                     | Personagem      | Notas          |
| ---- | ------------------------------------- | --------------------------------------- | --------------- | -------------- |
| 1998 | I Just Want to Kiss You               |                                         | Frank           | Curta-metragem |
| 2000 | The Low Down                          |                                         | Solomon         |                |
| 2001 | Round About Five                      |                                         | The Man         |                |
| 2001 | Fancy Dress                           |                                         | Pirate          |                |
| 2002 | Ali G Indahouse                       |                                         | Ricky C         |                |
| 2003 | Love Actually                         | Simplesmente Amor                       | John            |                |
| 2004 | Blake's Junction 7                    |                                         | Vila            | Curta-metragem |
| 2004 | Call Register                         |                                         | Kevin           |                |
| 2004 | Shaun of the Dead                     |                                         | Declan          |                |
| 2005 | The Hitchhiker's Guide to the Galaxy  | O Guia do Mochileiro das Galáxias       | Arthur Dent     |                |
| 2006 | Confetti                              |                                         | Matt            |                |
| 2006 | Breaking and Entering                 |                                         | Sandy           |                |
| 2007 | Dedication                            |                                         | Jeremy          |                |
| 2007 | The Good Night                        |                                         | Gary Shaller    |                |
| 2007 | Hot Fuzz                              |                                         | Met. Sergeant   |                |
| 2007 | Lonely Hearts                         |                                         | The pig         | Curta-metragem |
| 2007 | The All Together                      |                                         | Chris Ashworth  |                |
| 2007 | Rubbish                               |                                         | Kevin           | Curta-metragem |
| 2007 | Nightwatching                         |                                         | Rembrandt       |                |
| 2008 | Rembrandt's J'Accuse                  |                                         | Rembrandt       | Documentário   |
| 2009 | Nativity!                             |                                         | Paul Maddens    |                |
| 2009 | HIV: The Musical                      |                                         | James McKenzie  |                |
| 2009 | Swinging with the Finkels             |                                         | Alvin Finkel    |                |
| 2010 | Wild Target                           |                                         | Dixon           |                |
| 2011 | The Girl Is Mime                      |                                         | Clive Buckle    | Curta-metragem |
| 2011 | What's Your Number?                   |                                         | Simon           |                |
| 2012 | The Pirates! Band of Misfits          |                                         | Bellamy Preto   | Voz            |
| 2012 | The Hobbit: An Unexpected Journey     | O Hobbit: Uma Jornada Inesperada        | Bilbo Baggins   |                |
| 2013 | The Hobbit: The Desolation of Smaug   | O Hobbit: A Desolação de Smaug          | Bilbo Baggins   |                |
| 2013 | The World's End                       |                                         |                 |                |
| 2013 | Svengali                              | Svengali: Gigantes do Rock              | Don             |                |
| 2014 | The Hobbit: Battle Of The Five Armies | O Hobbit: A Batalha dos Cinco Exércitos | Bilbo Baggins   |                |
| 2016 | Captain America: Civil War            | Capitão América: Guerra Civil           | Everett K. Ross |                |
| 2017 | Ghost Stories                         |                                         | Mike Priddle    |                |
| 2018 | Black Panther                         | Pantera Negra                           | Everett K. Ross |                |
| 2018 | Cargo                                 |                                         | Andy            |                |
| 2022 | Black Panther: Wakanda Forever        | Pantera Negra: Wakanda Para Sempre      | Everett K. Ross |                |
| 2023 | Queen of Bones                        |                                         | Malcolm         |                |
| 2024 | Miller's Girl                         | A Garota de Miller                      | Jonathan Miller |                |
| 2024 | Standing on the Shoulders of Kitties  |                                         | Ele mesmo       |                |

### Televisão
| Ano       | Título     | Personagem     | Notas |
| --------- | ---------- | -------------- | ----- |
| 2001-2003 | The Office | Tim Caterbury  |       |
| 2011-2017 | Sherlock   | John Watson    |       |
| 2014      | Fargo      | Lester Nygaard |       |
| 2018      | Start Up   | Phil Rask      |       |

### Jogos eletrônicos
| Ano  | Título          | Personagem     | Notas          |
| ---- | --------------- | -------------- | -------------- |
| 2014 | LEGO The Hobbit | Bilbo Bolseiro | Arquivo de voz |